# シーウルフ級原子力潜水艦
シーウルフ級原子力潜水艦（シーウルフきゅうげんしりょくせんすいかん、Seawolf class submarine）はアメリカ海軍の攻撃型原子力潜水艦。
あらゆる分野で仮想敵であるソ連海軍の原子力潜水艦を凌駕する超高性能艦として設計されたが、冷戦終結による必要性の低下や高額な建造費などによって当初29隻だった建造数は大幅に縮小され、結局同型艦2隻・準同型艦1隻の計3隻で建造は終了した。

## 来歴
1970年代末以降、アメリカ海軍はソ連海軍原子力潜水艦の性能に長足の進歩があることを認めざるを得なくなると同時に、危機感を深めつつあった。この危機感には2つの側面があった。
1つの側面は、静粛性の向上である。とりわけ、アクラ型の登場は、当局者にとって大きな衝撃であった。というのも、アクラ型は、在来のいかなるソ連海軍の潜水艦よりも静粛であり、初期建造型ではロサンゼルス級初期建造型とほとんど同等であり、また、後期建造型ではやはりロサンゼルス級後期建造型とほとんど同等の水中雑音レベルに達していたからである。このため、低速力で航走中のアクラ級をSOSUS網は探知することが出来ず、また、ロサンゼルス級はアメリカ東海岸を哨戒中のアクラ型の追跡に失敗するという失態さえ起きた。
もう1つの側面は、ソ連海軍の潜水艦発射弾道ミサイルの性能向上である。旧世代のミサイルは2,000kmから3,000kmほどの射程をもつにとどまるためにアメリカ及びNATOの制海圏に進出しなければ、有効な攻撃をなしえなかったが、デルタ型とともに登場したR-29ミサイルは、6,000km以上と充分な長射程を備え、安全な海域にとどまったままでも西側諸国に攻撃を加えることが出来るようになった。シーウルフ級は、こうしたソ連海軍潜水艦の脅威度の上昇を踏まえ、ロサンゼルス級を代替するべく、1980年代末以降に開発が進められた。

## 概要
アメリカ海軍最後の冷戦型攻撃原潜となった本級は、静粛性、氷海行動力、弾量を重視し、「聖域」内への積極的攻勢すら可能な、あらゆる面でソ連原潜を凌駕する超高性能艦とするべく設計された。ロサンゼルス級と比較してみると、減少した運用深度を取り戻すべく高張力鋼HY-110を採用し、氷海行動力も当初から盛り込まれた点で対照を成すが、一方で水上艦用原子炉から発展したS6W型を搭載する点は引き継がれている。
また、イギリス海軍での運用実績に学んで、ポンプジェット・プロパルサーを制式としては初めて装備し、騒音源となるキャヴィテーションを起こさずに20ktで航走可能になった。魚雷発射管室内の弾庫の容量も根本的に見直され、冷戦後期から米原潜が悩まされてきた搭載兵器量の問題はついに解決された。
アメリカ海軍は年3.3隻のペースで合計29隻を建造する計画であったが、冷戦の終結とともに必要性は失われた。また、建造途上の技術的問題により建造が遅延し、予算が上昇したことも、本級に対する目を厳しいものとした。結果、21億ドル（アーレイ・バーク級ミサイル駆逐艦の約2倍）もの建造費を要し、あまりに高価で過剰性能であると判断されたこと、また、冷戦後における潜水艦に対する要求事項の変化があったことなどから、建造計画は大きく縮小され、一度は2隻のみにとどめられることが決定された。後に3番艦「ジミー・カーター」の調達が造船所の潜水艦建造能力を維持する方策として特別に認められた。
なお、性能だけを見た場合は非常に優秀なため、以降は能力を本級の75%を最低目標とし、その引き換えにコストを下げた攻撃型原潜としてバージニア級を建造するという影響も与えている。

## 比較表
|           |              | バージニア級        | バージニア級        | シーウルフ級        | シーウルフ級        | ロサンゼルス級      | ロサンゼルス級      | リプスコム          | ナーワル            |
| Block V - | Block I - IV | 準同型              | 1,2番艦             | フライトII/III      | フライトI           |                     |                     | リプスコム          | ナーワル            |
| --------- | ------------ | ------------------- | ------------------- | ------------------- | ------------------- | ------------------- | ------------------- | ------------------- | ------------------- |
| 船体      | 水上排水量   | 不明                | 不明                | 7,568 t             | 7,460 t             | 6,255 t - 6,330 t   | 6,080 t - 6,165 t   | 5,813 t             | 4,450 t             |
| 船体      | 水中排水量   | 10,400 t            | 7,800 t             | 12,139 t            | 9,150 t             | 7,102 t - 7,177 t   | 6,927 t - 7,012 t   | 6,480 t             | 5,350 t             |
| 船体      | 全長         | 140,4 m             | 114.8 m             | 138 m               | 107.6 m             | 109.73 m            | 109.73 m            | 111 m               | 95.91 m             |
| 船体      | 全幅         | 不明                | 10.4 m              | 12.2 m              | 12.2 m              | 10.1 m              | 10.1 m              | 9.8 m               | 11.46 m             |
| 船体      | 吃水         | 不明                | 9.3 m               | 10.9 m              | 10.67 m             | 9.75 m              | 9.8m                | 不明                | 8.8 m               |
| 主機      | 機関         | 原子炉+蒸気タービン | 原子炉+蒸気タービン | 原子炉+蒸気タービン | 原子炉+蒸気タービン | 原子炉+蒸気タービン | 原子炉+蒸気タービン | 原子炉+蒸気タービン | 原子炉+蒸気タービン |
| 主機      | 方式         | GT                  | GT                  | GT                  | GT                  | GT                  | GT                  | TE                  | GT                  |
| 主機      | 原子炉       | GE S9G              | GE S9G              | WEC S6W             | WEC S6W             | GE S6G              | GE S6G              | WEC S5W             | GE S5G              |
| 主機      | 出力         | 40,000 shp          | 40,000 shp          | 45,000 shp          | 45,000 shp          | 30,000 shp          | 30,000 shp          | 12,500 shp          | 17,000 shp          |
| 主機      | 水中速力     | 不明                | 推定34 kt           | 25 kt               | 35 kt               | 31 kt               | 31 kt               | 23 kt               | 25 kt               |
| 兵装      | 水雷         | 533mm魚雷発射管×4門 | 533mm魚雷発射管×4門 | 660mm魚雷発射管×8門 | 660mm魚雷発射管×8門 | 533mm魚雷発射管×4門 | 533mm魚雷発射管×4門 | 533mm魚雷発射管×4門 | 533mm魚雷発射管×4門 |
| 兵装      | ミサイル     | VLS×40セル          | VLS×12セル          | ―                   | ―                   | VLS×12セル          | ―                   | ―                   | ―                   |
| 同型艦数  | 同型艦数     | 推定38隻            | 28隻予定            | 1隻                 | 2隻                 | 31隻                | 31隻 （退役）       | 1隻 （退役）        | 1隻 （退役）        |

|          |            | スタージョン級      | スタージョン級      | タリビー             | スレッシャー級/ パーミット級 | ハリバット          | トライトン          | スキップジャック級  | スケート級          | シーウルフ          | ノーチラス          |
| 長船体型 | 短船体型   |                     |                     | タリビー             | スレッシャー級/ パーミット級 | ハリバット          | トライトン          | スキップジャック級  | スケート級          | シーウルフ          | ノーチラス          |
| -------- | ---------- | ------------------- | ------------------- | -------------------- | ---------------------------- | ------------------- | ------------------- | ------------------- | ------------------- | ------------------- | ------------------- |
| 船体     | 水上排水量 | 4,460 t             | 4,250 t             | 2,316 t              | 3,705 t                      | 3,655 t             | 5,800 t             | 3,070 t             | 2,550 t             | 3,260 t             | 2,980 t             |
| 船体     | 水中排水量 | 4,960 t             | 4,780 t             | 2,607 t              | 4,311 t                      | 5,000 t             | 7,900 t             | 3,500 t             | 2,848 t             | 4,110 t             | 3,520 t             |
| 船体     | 全長       | 92.1 m              | 89.1 m              | 83.2 m               | 84.9 m                       | 106.7 m             | 136.5 m             | 76.7 m              | 81.6 m              | 102.9 m             | 97.5 m              |
| 船体     | 全幅       | 9.7 m               | 9.7 m               | 7.2 m                | 9.7 m                        | 8.8 m               | 11.3 m              | 9.6 m               | 7.6 m               | 8.4 m               | 8.5 m               |
| 船体     | 吃水       | 9.1 m               | 7.4 m               | 6.4m                 | 7.7 m                        | 8.5 m               | 7.2 m               | 7.7 m               | 6.3 m               | 6.7 m               | 7.9 m               |
| 主機     | 機関       | 原子炉+蒸気タービン | 原子炉+蒸気タービン | 原子炉+蒸気タービン  | 原子炉+蒸気タービン          | 原子炉+蒸気タービン | 原子炉+蒸気タービン | 原子炉+蒸気タービン | 原子炉+蒸気タービン | 原子炉+蒸気タービン | 原子炉+蒸気タービン |
| 主機     | 方式       | GT                  | GT                  | TE                   | GT                           | GT                  | GT                  | GT                  | GT                  | GT                  | GT                  |
| 主機     | 原子炉     | WEC S5W             | WEC S5W             | CE S2C               | WEC S5W                      | WEC S3W             | GE S4G              | WEC S5W             | WEC S3W             | GE S2G              | WEC S2W             |
| 主機     | 出力       | 15,000 shp          | 15,000 shp          | 2,500shp             | 15,000 shp                   | 7,300 shp           | 45,000 shp          | 15,000 shp          | 6,600 shp           | 15,000 shp          | 15,000 shp          |
| 主機     | 水中速力   | 25 kt               | 25 kt               | 14.8 kt              | 28 kt                        | 20 kt以上           | 27 kt               | 29 kt               | 18 kt               | 19 kt               | 23.3 kt             |
| 兵装     | 水雷       | 533mm魚雷発射管×4門 | 533mm魚雷発射管×4門 | 533mm魚雷発射管×4門  | 533mm魚雷発射管×4門          | 533mm魚雷発射管×6門 | 533mm魚雷発射管×6門 | 533mm魚雷発射管×6門 | 533mm魚雷発射管×6門 | 533mm魚雷発射管×6門 | 533mm魚雷発射管×6門 |
| 兵装     | ミサイル   | ―                   | ―                   | レギュラス発射機×1基 | ―                            | ―                   | ―                   | ―                   | ―                   | ―                   | ―                   |
| 同型艦数 | 同型艦数   | 9隻 （退役）        | 28隻 （退役）       | 1隻 （退役）         | 14隻 （退役）                | 1隻 （退役）        | 1隻 （退役）        | 6隻 （退役）        | 4隻 （退役）        | 1隻 （退役）        | 1隻 （退役）        |

## 同型艦
全艦ジェネラル・ダイナミクス・エレクトリック・ボートで建造された。
| 艦番号 | 艦名                              | 起工            | 進水           | 就役            | 母港                                        |
| ------ | --------------------------------- | --------------- | -------------- | --------------- | ------------------------------------------- |
| SSN-21 | シーウルフ USS Seawolf            | 1989年 10月25日 | 1995年 6月24日 | 1997年 7月19日  | ワシントン州ブレマートン キトサップ海軍基地 |
| SSN-22 | コネチカット USS Connecticut      | 1992年 12月14日 | 1997年 9月1日  | 1998年 12月11日 | ワシントン州ブレマートン キトサップ海軍基地 |
| SSN-23 | ジミー・カーター USS Jimmy Carter | 1996年 6月29日  | 1998年 12月5日 | 2004年 5月13日  | ワシントン州ブレマートン キトサップ海軍基地 |

## 登場作品

### ゲーム
『鋼鉄の咆哮シリーズ』
第一作目から敵として「シーウルフ級」が登場する。史実通り水中では他の潜水艦よりも圧倒的に素早い他、作品や難易度によっては巡航ミサイルを搭載しており、攻撃型原潜のような扱いにもなっている。潜水艦が設計可能な作品では、プレイヤーもシーウルフ級と思われるパーツを使用、設計することできる。
『Modern Warships』
1番艦「シーウルフ」が登場。最大2発の兵装を同時に発射することが可能となっている。

### アニメ・漫画
『沈黙の艦隊』
架空艦「キング」「アレキサンダー」が登場。架空の原子力潜水艦「やまと」撃沈を目的としたオーロラ作戦に参加し、北極海で「やまと」と魚雷戦を繰り広げる。その能力と巧みな連携で「やまと」を追い詰めるも、最終的に「キング」は撃沈され、「アレキサンダー」も激戦の末攻撃不能となり、肉弾戦を回避して降伏した。
シーウルフ級は原作の連載当時艦容が公表されていなかったため、作中のシーウルフ級は艦形も性能もかなりの部分が作者の想像で描かれている（ポンプジェット推進ではなく通常のスクリュープロペラ推進となっているなど）。作中のシーウルフ級は「やまと」とほぼ同じ装備で、「シーバット（やまと）」建造計画時から建造が予定されていたと設定されている。そのため「やまと」と同性能の艦と言えるが、「やまと」が極東用であるのに対してシーウルフ級は北極用のため、サイドソナーを備えている。
また、「やまと」のデザインや設定はシーウルフ級がモデルと言われている。

### 小説
『GODZILLA 怪獣黙示録』
「シーウルフ」が登場。太平洋の深海で何かと衝突する。
『ソードアート・オンライン』
「ジミー・カーター」が登場。ガブリエル・ミラー率いる襲撃部隊をオーシャン・タートルまで送り届ける。
『天空の富嶽』
全艦が登場。ハワイに向かう海上自衛隊空母戦闘群に先行する海龍型特殊原子力潜水艦部隊に勇躍するも、逆に近距離まで近づかれ3隻共撃沈される。

### 切手
トーゴが2019年に発行した「世界の潜水艦」800CFAフラン切手シートに、「シーウルフ」があしらわれた。